# Энсинитас
Энсинитас (англ. Encinitas) — пляжный город в округе Сан-Диего, штат Калифорния,США. Расположенный в Южной Калифорнии, он находится примерно в 25 милях (40 км) к северу от Сан-Диего и примерно в 95 милях (153 км) к югу от Лос-Анджелеса.
Энсинитас в переводе с испанского означает «Маленькие дубы».

## География
- Город расположен на берегу Тихого океана. Высота — 25 метров над уровнем моря. Общая площадь города 52 км², из них 49 км² земель и 3,1 км² вода.

Энсинитас расположен на изрезанной прибрежной террасе, а сам город разделен пополам низменным прибрежным хребтом. Пляжная часть города называется Старый Энсинитас. Часть за хребтом называется Новый Энсинитас. В северной части побережье возвышается над уровнем моря, образуя обрывы. Эти скалы подвержены обрушению на узком пляже.

### Районы
Энсинитас можно разделить на пять районов:
- Старый Энсинитас: небольшой прибрежный район, расположенный вдоль «Исторического Шоссе 101».

Шоссе также известно как Эль Камино Реал (Королевская дорога). Между 1769 и 1833 годами эта дорога соединяла испанские миссии, пуэбло и президио. Шоссе 101 также известно во всем мире благодаря фильмам, сериалам и песням. За многие годы эта дорога стала признанным символом американской культуры и образа жизни.
Старый Энсинитас отличается оживленным центром города с высококлассными ресторанами, винтажными магазинами, кафе и художественными галереями. Вдоль главной улицы расположен театр Ла Палома - исторический кинотеатр в стиле испанского колониального возрождения который в 1927-1928 годах являлся немым кинотеатром.
Этот район считается всемирно известным местом для серфинга. Пляж "Свамиc" служит местом проведения всемирного чемпионата.
- Люкадия: прибрежный район, расположенный к северу от Старого Энсинитаса.

Люкадия известна своими относительно уединенными пляжами и славится выдающейся культурой серфинга. Этот район известен своей ностальгией по хиппи субкультуре, которая находит отражение в уличном искусстве и моде.
Люкадия изобилует художественными галереями, необычными магазинами и ресторанами.
- Кардифф-бай-зе-Си: самый южный пляжный район Энсинитас. Улицы Кардиффа названы в честь британских городов и классических композиторов. Здесь находится Художественный институт Люкс и кампус Сан-Элихо колледжа Мира Коста.

- Новый Энсинитас: новый регион за холмом, где есть поле для гольфа, множество торговых центров и ботанический сад Сан-Диего.

- Оливенхайн: полусельский регион в восточной части Энсинитас, где есть действующий клуб 4-H и несколько частных конноспортивных комплексов.

## Климат
Энсинитас известен очень мягким средиземноморским климатом. Средняя дневная высокая температура составляет 72 °F (22 °C). Температура ниже 40 °F (4 °C) и выше 85 °F (29 °C) встречается редко. Среднее количество осадков составляет около 250 мм в год.
Средняя дневная температура зимой и весной достигает 65 °F (18 °C), когда дождь и морской слой (туман) являются обычным явлением (майский / июньский "мрак").  Зимой сильные тихоокеанские штормы могут принести проливные дожди.
Сухой сезон длится с лета до осени, при этом средняя дневная температура колеблется от 75 (23 °C) до 85 °F (29 °C).

## Демография
Согласно переписи 2010 года численность населения города составляла 59518 человека. Плотность населения 1149,6 чел/км². Расовый состав: 85,8 % белые, 3,9 % азиаты, 0,6 % чернокожие, 0,5 % коренныe американцы, 0,2 % гавайцы или выходцы с островов Океании, 5,6 % другие расы, 3,4 % потомки двух и более рас.
В городе находятся 25740 единиц жилья. Из этого жилья 63,1 % (и соответственно 65,7 % населения) заняты владельцами, а 36,9 % арендованы (33,4 % населения).

## Искусство и культура

### Регулярные мероприятия
Апрельская уличная ярмарка: ежегодная двухдневная уличная ярмарка, проводимая каждый апрель в центре города Энсинитас.
Рынок Энсинитас-Базар: красочные магазины на открытом воздухе.
Барбекю под глубокую яму: проводится в конце мая в Музее наследия Сан-Диегито.
День окружающей среды: во 2-е воскресенье июня - экологические игры и развлечения для всей семьи.
Лимская ярмарка фасоли и кулинарная битва: проводятся каждый сентябрь в Музее наследия Сан-Диегито.
Осенний фестиваль: ежегодная однодневная уличная ярмарка, которая проводится каждый ноябрь в центре города Энсинитас.
Октоберфест: проводится в последнее воскресенье сентября и совпадает с празднованием Октоберфеста в Германии.
Круизные ночи на классических автомобилях: классические автомобили следуют по прибрежному шоссе 101 в центре города Энсинитас в 3-й четверг каждого месяца с мая по сентябрь.
Встреча с Вуди Вуди: проходит один раз в год в третью субботу сентября на Moonlight Beach. Это крупнейшее в мире ралли автомобилей с деревянным кузовом.
Неделя здоровья: ежегодная недельная программа мероприятий призванная помочь людям узнать о способах улучшения своего самочувствия.
Приветствие Образованию: проводится каждый год в июне, в честь местных учителей и учеников за их выдающиеся усилия в текущем учебном году.
Switchfoot Bro-Am: ежегодные соревнования по серфингу и музыкальный фестиваль под открытым небом, которые обычно проводятся в начале июля на пляже Moonlight State Beach. Все доходы от мероприятия идут в местные благотворительные организации.

### Балет Энсинитас
Encinitas Ballet - это студия классического балета в Энсинитас. Он был основан в 2008 году бывшим солистом Кремлёвского театра балета Саятом Асатряном и бывшей солисткой Мариинского балета Ольгой Чекачовой.

### Мадонна, которая занимается серфингом
В 2011 году Марк Паттерсон и Роберт Николс незаконно установили мозаику серфинговой Девы де Гваделупской размером 10 на 10 футов (3 м × 3 м) на бетонной опорной стене железнодорожного моста на бульваре Энсинитас. Причина создания мозаики заключалась в том, чтобы привлечь внимание к спасению океана. После спора о том, что следует ли еe удалить или сохранить, Мадонна все еще стоит. СМИ и общественность назвали еe «Мадонна, которая занимается серфингом».

### Кардифф Чудак - поездка на волшебном ковре
«Поездка на волшебном ковре» или «Кардифф Чудак» - это бронзовая статуя высотой 16 футов, расположенная в Кардиффе-бай-зе-Си, в городе Энсинитас. Архитектурный фонд Сан-Диего в ежегодной премии «Орхидеи и лук» за лучшую и худшую архитектуру года, наградил статую луком в 2007 году. Прозвище «Чудак» происходит от жаргона - «подражатель» серфера. Причина этого названия в том, что местные серферы указали, что форма статуи была далека от правильной.  Тем не менее, "Чудак" стал местным фаворитом, и с ним связано множество замечательных традиций. В разное время года «Чудакa» одевают в забавные наряды,  давая статуе местный колорит и привлекая туристов.

## Транспорт
Каботажные поезда останавливаются на станции Энсинитас несколько раз в день, 7 дней в неделю и отправляются из Оушенсайд в Сан-Диего. В период с 2013 по 2017 год Amtrak's Pacific Surfliner также останавливался здесь, но прекратил эту остановку из-за низкой посещаемости.